# Plumieux
Plumieux è un comune francese di 1 654 abitanti situato nel dipartimento delle Côtes-d'Armor nella regione della Bretagna. Il 1º gennaio 2025 ha incorporato i precedenti comuni di Le Cambout e Coëtlogon.

## Società

### Evoluzione demografica
Abitanti censiti